# آش مان (فلم)
آش مان هو فيلم كويتي كوميدي عُرض لأول مرة على السينما في الكويت في 2 سبتمبر 2021.

## القصة
في إطار من الخيال العلمي والمغامرات، يتحول شاب طبيعي إلى بطل خارق يُدعى آش مان، فيسعى لمحاربة الشر والجريمة وتطبيق العدالة بمساعدة العالِم المتمثل في صديقه.من خلال اجتهادة سعى إلى النتيجة المطلوبة وهية نجاح الفلم الكويتي.

## بطولة فلم اش مان
اعلن الفنان بشار الجزاف عن عروضة الفنانة من فلم اش مان مستوحى من فلم خيال علمي.بينما يسعى لتقديم المزيد من العروض.
اش مان هو فلم عائلي ولجميع الفئات. فلم يجذب الانظار نظرا لقصتة الجديدة.وبذل جهدا كثيرا كلا من الممثل والمخرج عباس اليوسفي. ادو شغلا جميلا.كان الهدف الرئيسي لهذا الفلم الممتع هو كسر بعض الحواجز المعتادة في السينمات الكويتية واجراء تغيرا جديدا.
بعد عرض فلم اش مان في السينما الكويتية قامو محبي ومتابعي السينمات بالانبهار على انتاجة واخراجة وبطولتة من خلال الممثل بشار الجزاف المبهر في اداة.

## فلم اش مان ونظرتة للجمهور
ادى الفلم إلى اعطاء دافع قوي لفعل الافضل في المستقبل.الفلم الكويتي الوحيد الذي غير نظرة الجهور الكويتي إلى نظرة مختلفة.وهيا نظرة انبهار وتغير الفكر. رغم ما انة كان هناك خوف من الجمهور وخوف من ردة افعالهم. ولكن ادى الفلم إلى اسعاد الاطفال والافعال الايجابية في كل مكان.
كشفت الشركة المنتجة لفلم اش مان ان سيقام عرضا خاصا قريبا وحصريا في الكويت.حيث انة سيتم تقديم عروض في السعودية ولكن لم يحدد متى إلى الان.
- بشار الجزاف
- لولوة الملا
- فيصل العميري
- الجود البعنون
- عبدالمحسن الحداد
- زينة الصفار
- حسن إبراهيم
- حسن حمدي
- إلهام علي
- روان العلي
- ضاري عبدالرضا
- سامي مهاوش
- مصطفى أشكناني
- محمد خورشيد
- سلطان الفرج
- محمد الكاظمي
- عصام الكاظمي
- جمال الشطي
- محمد أشكناني
- نجاح الخطيب
- محمد الصحاف
- شبنم خان
- شهد الراشد
- عبدالله الفريح
- حسن الشيرازي
- منى مكي
- تقى

## روابط خارجية
- مقالات تستعمل روابط فنية بلا صلة مع ويكي بيانات